# ليو غولدبرغ
ليو غولدبرغ (بالإنجليزية: Leo Goldberg)‏ هو عالم فلك أمريكي، ولد في 26 يناير 1913 في بروكلين في الولايات المتحدة، وتوفي في 1 نوفمبر 1987.